# Journal of Differential Geometry
Journal of Differential Geometry is een vooraanstaand internationaal, aan collegiale toetsing onderworpen wetenschappelijk tijdschrift op het gebied van de differentiaalmeetkunde.
De naam wordt in literatuurverwijzingen meestal afgekort tot J. Differ. Geom.
Het wordt uitgegeven door Lehigh University en verschijnt 9 keer per jaar. De distributie wordt verzorgd door International Press.
Het eerste nummer verscheen in 1967.